# Tryon (Nebraska)
Tryon es un lugar designado por el censo ubicado en el condado de McPherson en el estado estadounidense de Nebraska. En el Censo de 2010 tenía una población de 157 habitantes y una densidad poblacional de 50,94 personas por km².

## Geografía
Tryon se encuentra ubicado en las coordenadas 41°33′30″N 100°57′13″O / 41.55833, -100.95361. Según la Oficina del Censo de los Estados Unidos, Tryon tiene una superficie total de 3.08 km², de la cual 3.08 km² corresponden a tierra firme y (0%) 0 km² es agua.

## Demografía
Según el censo de 2010, había 157 personas residiendo en Tryon. La densidad de población era de 50,94 hab./km². De los 157 habitantes, Tryon estaba compuesto por el 95.54% blancos, el 1.27% eran afroamericanos, el 0% eran amerindios, el 0% eran asiáticos, el 0% eran isleños del Pacífico, el 0% eran de otras razas y el 3.18% pertenecían a dos o más razas. Del total de la población el 0.64% eran hispanos o latinos de cualquier raza.